# David Zurutuza
David Zurutuza Veillet (Rochefort, 19 juli 1986) is een Spaans-Frans voetballer die doorgaans als centrale middenvelder speelt. Hij stroomde in 2005 door vanuit de jeugd van Real Sociedad.

## Clubcarrière
Zurutuza werd geboren in het Franse Rochefort. Hij heeft een Franse moeder en een Spaanse vader waardoor hij zowel over de Franse als de Spaanse nationaliteit beschikt. Kort na zijn geboorte keerde het gezin terug naar Spaans Baskenland. Hij komt uit de jeugdacademie van Real Sociedad. Tijdens het seizoen 2007-2008 werd hij uitgeleend aan toenmalig tweedeklasser SD Eibar. Hij debuteerde op 23 november 2008 tegen SD Huesca. In het seizoen 2009-2010 scoorde hij vier doelpunten in 28 wedstrijden. Real Sociedad keerde na een afwezigheid van drie jaar terug in de Primera División in 2010. Hij debuteerde in La Liga op 29 augustus 2010, tijdens een 1-0 thuiszege tegen Villarreal CF. Op 28 november 2010 maakte hij zijn eerste doelpunt in de Primera División, tegen Sporting de Gijón.
1 Remiro ·
2 Odriozola ·
3 Muñoz ·
4 Zubimendi ·
5 Zubeldia ·
6 Elustondo ·
7 Barrenetxea ·
8 Zacharjan ·
9 Óskarsson ·
10 Oyarzabal  ·
11 Becker ·
12 López ·
13 Marrero ·
14 Kubo ·
16 González de Zarate ·
16 Olasagasti ·
17 Gómez · 
18 Traoré · 
19 Sadiq ·
20 Pacheco ·
21 Aguerd ·
22 Turrientes ·
23 Méndez ·
24 Sučić ·
25 Magunazelaia ·
26 Aramburu ·
28 Marín ·
Coach: Alguacil
· Assistent-coach: Ansotegi